# Chinatown (Boston)
La Chinatown di Boston è il quartiere cinese di Boston, nel Massachusetts.

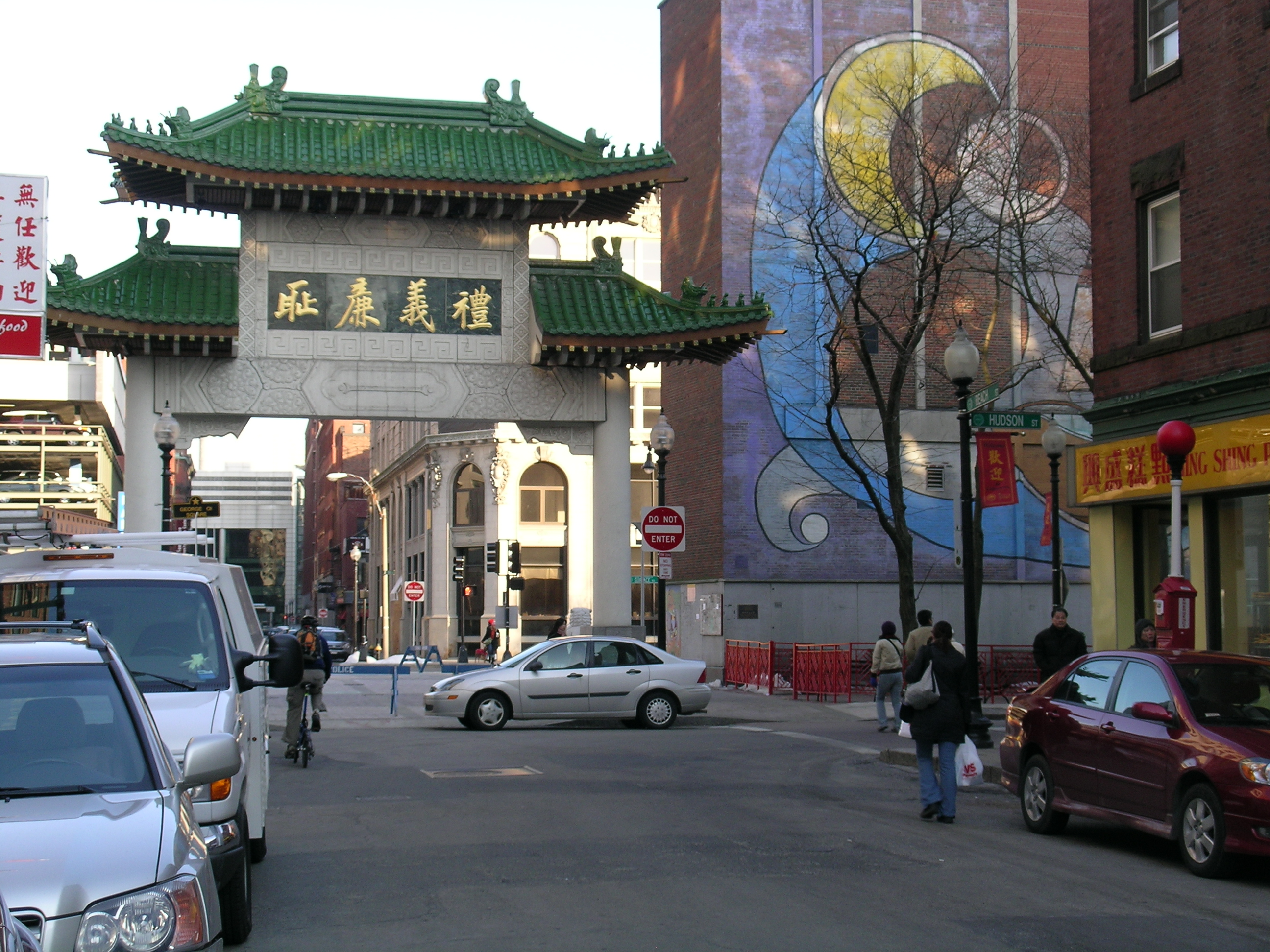
Chinatown di Boston

Il quartiere si concentra intorno a Beach Street. In origine esso era abitato da WASP, ma con lo sviluppo della linea ferroviaria le proprietà nel quartiere divennero meno desiderabili e la zona cominciò ad essere popolata da una successione mista di irlandesi, ebrei, italiani, siriani e cinesi. Ciascun gruppo ha sostituito il precedente con l'obiettivo di trovare case a basso costo e opportunità di lavoro nella zona.
Sul finire del XIX secolo, fino agli anni novanta del Novecento, nell'area erano diffuse molte sartorie.
Sempre fino all'ultimo decennio del secolo scorso, il nome di Chinatown veniva associato anche ad un altro quartiere limitrofo, il Combat Zone, un quartiere a luci rosse concentrato su Washington Street, chiuso poi per la pressione della cittadinanza e per il generale incremento dei prezzi delle proprietà.

## La Chinatown di Boston oggi
Attualmente la popolazione del quartiere è composta per il 70% da asiatici e la Chinatown bostoniana è anche uno dei quartieri più densamente popolati della città, con i suoi 28 000 abitanti per miglio quadrato nel 2000.
Il tradizionale ingresso con il paifang si trova all'altezza dell'intersezione tra Beach Street e Surface Road.
Il giornale bilingue no profit della comunità, che pubblica notizie in inglese ed informazioni su Chinatown è il Sampan, fondato nel 1972.
Nel quartiere vi sono molti ristoranti cinesi, vietnamiti, cambogiani e giapponesi.
La Chinatown di Boston, che negli ultimi anni ha avviato un processo di gentrificazione, rimane un centro di fondamentale importanza per le comunità asiatiche del New England.

### Trasporti
Chinatown ha un'eccellente rete locale e regionale di trasporti. Il quartiere è servito dalla MBTA's Red Line, dalla Silver Line e dalla Commuter Rail alla South Station e dalla Orange Line alla Chinatown Station. 
La Interstate 93 e la Massachusetts Turnpike sono anch'esse nelle vicinanze. Due Chinatown bus lines (Fung Wah e Lucky Star/Travelpack) provvedono al collegamento con la Chinatown di New York Ciy.

## Chinatown South
Negli ultimi anni, un nuovo quartiere-satellite cinese è rapidamente cresciuto approssimativamente a 16 km a sud, intorno ad Hancock Street, nel sobborgo di Quincy, dovuto soprattutto all'arrivo di cinesi originari del Fujian (una regione della Cina sud-orientale) e al crescere della popolazione vietnamita.